# Baranyi Sándor
Baranyi Sándor, (Győr, 1953. augusztus 14. –) válogatott labdarúgó, hátvéd, majd edző.

## Pályafutása

### Klubcsapatban
A Makói Vasasban kezdett futballozni. 18 évesen került a SZEOL tartalék csapatába. A katonaság alatt a Honvéd Budai Nagya Antal SE-ben játszott. Innen 1974 nyarán visszakerült a SZEOL-hoz, de a bajnokságban már Várpalotán játszott.

### A válogatottban
1980-ban 1 alkalommal szerepelt a válogatottban. Négyszeres olimpiai válogatott (1979–80).

## Sikerei, díjai
- Magyar bajnokság
  - 2.: 1975–76
- Magyar kupa (MNK)
  - döntős: 1982

## Statisztika

### Mérkőzései a válogatottban
| Magyarország | Magyarország       | Magyarország                   | Magyarország  | Magyarország | Magyarország  | Magyarország       | Magyarország | Magyarország |
| #            | Dátum              | Helyszín                       | Hazai         | Eredmény     | Vendég        | Kiírás             | Gólok        | Esemény      |
| ------------ | ------------------ | ------------------------------ | ------------- | ------------ | ------------- | ------------------ | ------------ | ------------ |
|              | 1979. április 18.  | Pitești                        | Románia       | 2 – 0        | Magyarország  | olimpiai selejtező | -            | 37'          |
|              | 1979. november 14. | Miskolc-Diósgyőr, DVTK-stadion | Magyarország  | 2 – 0        | Lengyelország | olimpiai selejtező | -            |              |
|              | 1979. november 24. | Miskolc-Diósgyőr, DVTK-stadion | Magyarország  | 3 – 0        | Csehszlovákia | olimpiai selejtező | -            |              |
|              | 1980. április 13.  | Prága                          | Csehszlovákia | 3 – 2        | Magyarország  | olimpiai selejtező | -            | 44'          |
| 1.           | 1980. november 19. | Halle, Kurt-Wabbel-Stadion     | NDK           | 2 – 0        | Magyarország  | barátságos         | -            | 46'          |
|              | Összesen           |                                |               | 1            | mérkőzés      |                    | 0            | gól          |